# Корнелл, Сванте
Эрик Сванте Инне Корнелл (Корнелль) (швед. Erik Svante Inne Cornell; род. 22 июня 1975) — шведский учёный, специализирующийся на политике и вопросах безопасности в Евразии, в особенности в Закавказье, Турции и Центральной Азии. Директор и соучредитель расположенного в Стокгольме Института политики безопасности и развития (ISDP), директор по исследованиям азербайджанского Института Центральной Азии и Кавказа и Программы исследований «Шелковый путь»; член редакционного совета азербайджанского аналитического центра «Кавказский институт».
Обвиняется рядом критиков в про-азербайджанской позиции в отношении Нагорно-Карабахского конфликта; в связях с Азербайджанским правительством, и в лоббировании через свой институт азербайджанских интересов 

## Образование
Корнелл обучался на кафедре международных отношений Ближневосточного технического университет (Анкара, Турция). Получил степень доктора философии в области «Исследования проблем мира и конфликтов» в Уппсальском университете (Уппсала, Швеция).

## Деятельность
В 2000 году, Корнелл опубликовал на своем сайте информацию о том, что он участвует в проекте, финансируемом Азербайджана. Несмотря на то что сайт остался, информация об участии Корнела в проектах финансируемых Азербайджаном была удалена. Тот проект был сосредоточен на освещении нового нефтепровода из Азербайджана в Турцию. В честь запуска проекта Сванте Корнелл проехал на мотоцикле из Баку в Турцию. Как отмечает шведский социальный-антрополог и журналист расследователь Расмус Канбэк с этого момента начинается про-азербайджанская деятельность Корнелла, в последующем написавшего ряд оправдательных текстов об Азербайджане.
С 2002 по 2003 год работал руководителем курса Изучения Кавказа Института зарубежной службы Государственного департамента США. С 2003 по 2007 год он работал адъюнкт-профессором по Восточно-европейским исследованиям в Уппсальском университете. Он так же некоторое время преподавал в Шведской королевской академии военных наук.
В 2011 году Сванте Корнелл публикует книгу «Azerbaijan Since Independence» (с англ. — «Азербайджан со дня независимости»), которая стала распространяться посольством Азербайджана в Швеции в качестве пособия для «путеводителя по Азербайджану».
В 2012 году в связи с организацией в Азербайджане конкурса песни «Евровидение» Сванте Корнелл написал ряд статей, в которых правление Ильхама Алиева обозначил как «ни в коем случае не диктаторское». При этом в то же время в Азербайджане шел процесс демонтажа гражданского общества. Толпы журналистов и активистов были заключены в тюрьмы, подвергнуты пыткам или сосланы. После этого Сванте Корнелл, вместе Брендой Шаффер, обвиненной в корупционных связах с Баку, стал членом редакционного совета азербайджанского аналитического центра «Кавказский институт»
После второй Карабахской войны 2020 года Корнелл, несколько раз встречался с Ильхамом Алиевым. Первый раз в режиме он-лайн конференции, на которой он разразился похвалой в адрес Алиева и поздравил того с победой. Второй раз
в 2022 году, когда Сванте Корнелл присутствовал на финансируемой азербайджанским государством конференции, которая проходила в Шуше, и куда попасть можно было только после одобрения правительством Азербайджана.
В октябре 2023 года, в сооавторстве с Брендой Шаффер опубликовал работу «Новая весна для каспийского транзита и торговли». В своей работе он выступал за увеличение торговли и инвестиций в инфраструктурные проекты в Азербайджане, Казахстане и Узбекистане
.

## Критика
Расмус Канбэк отмечает, что написанная в 2011 году книга «Azerbaijan Since Independence» была раскритикована рядом авторов за резко проазербайджанскую позицию
Американский журналист Джошуа Кучера в своей статье о книге Корнелла «Azerbaijan Since Independence» отмечает, что автор в основном придерживается про-азербайджанской позиции. Его описание ситуации как неизбежной снимает с Азербайджана ответственность за свои действия, с чем можно было бы поспорить. Но при этом он хорошо знает Азербайджан и этот анализ стоит рассматривать .
Американский дипломат, бывший посол США в Азербайджане, Ричард Каузларич высказывает два критических замечания о книге: Во-первых, Корнелл описывает конфликт с точки зрения армянских злодеяний против азербайджанцев; Во-вторых, Корнелл «упускает возможность рассказать полную историю о повсеместной коррупции и плохом управлении в Азербайджане; он описывает, как азербайджанская общественность считала непростительной растущую коррупцию в правительстве Народного фронта Эльчибея, и в то же время он объясняет коррупцию времен Гейдара и Ильхама Алиевых тем, что она была необходима для достижения политических целей в отсутствие современных государственных структур для обеспечения политической власти».
По данным шведской газеты Dagens Nyheter, возглавляемый Корнеллом Институт политики безопасности и развития спонсировался Европейским азербайджанским обществом — азербайджанской лоббистской организацией. Представительница шведского отделения Amnesty International Ами Хеденборг (швед. Ami Hedenborg) раскритиковала связи Корнелла с азербайджанскими властями. Издание также отмечает что Сванте Корнелла критикуют с нескольких сторон за то, что он изображает в хорошем свете режим Ильхама Алиева

## Достижения и награды
Корнелл является почётным доктором Национальной академии наук Азербайджана.

## Публикации
Книги:
- Cornell, Svante E. Small Nations and Great Powers: A Study of Ethnopolitical Conflict, 2001. ISBN 0-7007-1162-7
- Cornell, Svante E. The Wider Black Sea Region: An Emerging Hub in European Security, Central Asia-Caucasus Institute & Silk Road Studies Program, 2006. ISBN 91-85473-27-8
- Cornell, Svante E. Georgia after the Rose Revolution: Geopolitical Predicament and Implications for U.S. Policy, Army War College monograph, 2007.
- Cornell, Svante E.; Starr, S. Frederick., eds. The Guns of August 2008: Russia’s War in Georgia, 2009. ISBN 978-0-7656-2507-6
- Cornell, Svante E. Azerbaijan Since Independence, 2010. ISBN 978-0-7656-3002-5